# Medyka
Medyka ist ein Dorf im Powiat Przemyski in der Woiwodschaft Karpatenvorland, Polen. Es ist Sitz der gleichnamigen Landgemeinde mit etwa 2600 Einwohnern.

## Geographie
Medyka liegt ca. zehn Kilometer östlich von Przemyśl an der polnisch-ukrainischen Grenze. Dort befindet sich auch ein großer Grenzübergang zur Ukraine an der Droga krajowa 28 sowie an der Bahnstrecke Lwiw–Przemyśl.

## Geschichte
Spuren deuten darauf hin, dass die Gegend schon in der Bronzezeit besiedelt war. Münzfunde belegen Handelsbeziehungen zum römischen Reich. Die Münzen sind aus der Zeit der Kaiser Hadrian und Antoninus Pius. Diese Handelsbeziehungen kamen mit der Völkerwanderung zum Erliegen. In der Umgebung waren ostslavische Stamm der Chorvaten ansässig. Vom elften bis zum dreizehnten Jahrhundert war Medyka Teil des Kiewer Rus, das nach dem Tod von Jaroslaw dem Weisen in einzelne Fürstentümer zerfiel. Unter Kasimir dem Großen wurde Medyka das Stadtrecht verliehen. Eine erste Erwähnung als „Medyce“ stammt aus dem Jahr 1403. Im fünfzehnten Jahrhundert stand im Ort eine hölzerne Burg, diese wurde 1542 umgebaut und verstärkt. Auf den Resten der Burg wurde Ende des achtzehnten Jahrhunderts ein Schloss errichtet. Heute sind vom Schloss und der Burg nur noch Reste erhalten. Im Laufe der folgenden Jahrhunderte verfiel die Anlage. In der zweiten Hälfte des achtzehnten Jahrhunderts hatte Medyka 1101 Einwohner. 1772 kam Medyka zu Österreich und wurde Teil von Galizien. 1831 wurde eine Schule für Gartengestaltung eingerichtet.
Im September 1939 wurde der Ort nach der Besetzung Ostpolens durch die Sowjetunion besetzt und war dann ab 1940 Hauptort des neugeschaffenen Rajons Medyka, kam im August 1941 nach dem Überfall Deutschlands auf die Sowjetunion zum Distrikt Krakau im Generalgouvernement und war nach der Rückeroberung durch die Rote Armee 1944 bis 1948 ein Teil der Ukrainischen SSR in der Oblast Drohobytsch.
Nach dem Krieg kam Medyka erst 1948 zu Polen. Von 1975 bis 1998 gehörte das Dorf zur Woiwodschaft Przemyśl.
Im Zuge des Russischen Überfall auf die Ukraine wurde in Medyka das zentrale Auffanglager für ukrainische Flüchtlinge eingerichtet.

## Gemeinde
Zu der Landgemeinde (gmina wiejska) gehören sieben Sołectwa (Schulzenämter).
Sie hat eine Flächenausdehnung von 60,7 km². 82 % des Gemeindegebiets werden landwirtschaftlich genutzt.